# بنت فرانسون
بنت فرانسون (بالدنماركية: Bent Fransson)‏ هو مجدف دنماركي، ولد في 21 مارس 1951.

## وصلات خارجية
- بنت فرانسون على موقع الاتحاد الدولي للتجديف (الإنجليزية)